# Hansa-Brandenburg W.32
L'Hansa-Brandenburg W.32 era un idrocaccia a scarponi, monomotore biposto a velatura biplana, sviluppato dall'allora azienda tedesco imperiale Hansa und Brandenburgischen Flugzeugwerke GmbH negli anni dieci del XX secolo.
Sostanzialmente, più che uno sviluppo, si trattava di una rimotorizzazione dell'Hansa-Brandenburg W.27, anche questo incapace di soddisfare completamente le aspettative della Kaiserliche Marine, la marina militare dell'Impero tedesco, di conseguenza venne prodotto in serie limitata.

## Storia del progetto
Dopo che il W.27 venne valutato senza successo dalla commissione esaminatrice della Kaiserliche Marine, ritenendolo non sufficientemente prestazionale da giustificarne l'avvio alla produzione in serie, al fine di recuperare le spese di sviluppo l'Hansa-Brandenburg decise di riversare l'esperienza acquisita nella realizzazione del prototipo in un nuovo modello, mantenendo essenzialmente la stessa cellula ed abbinandola con una motorizzazione meno potente, il 6 cilindri in linea Mercedes D.III da 160 PS (118 kW).
Il modello, identificato come W.32 e sviluppato dal capo dell'ufficio tecnico dell'azienda Ernst Heinkel, manteneva quindi la stessa impostazione, idro a scarponi monomotore biposto dalla velatura biplana che adottava, per il collegamento dell'ala superiore a quella inferiore, un unico montante interalare per lato più uno centrale al fine di ridurre la resistenza aerodinamica generale del modello.
Proposto alla marina militare tedesca riscosse una maggiore attenzione ottenendo un ordine per cinque esemplari, N. da 2282 a 2286, ridotto però a tre nel mese di aprile 1918 con la cancellazione degli ultimi due.

## Impiego operativo
Il W.32, analogamente al W.27, venne presumibilmente impiegato come aereo da addestramento per la formazione degli equipaggi della Kaiserliche Marine destinati ad operare con gli idrocaccia biposto in servizio nelle stazioni navali del Mare del Nord.

## Utilizzatori
Germania
- Kaiserliche Marine

utilizzato unicamente in prove di valutazione.